# رابرت فارنن
رابرت فارنن (انگلیسی: Robert Farnon؛ ۲۴ ژوئیه ۱۹۱۷ – ۲۳ آوریل ۲۰۰۵) یک آهنگساز، رهبر ارکستر، تنظیم‌کنندهٔ موسیقی و نوازندهٔ ترومپت اهل کانادا بود.
از فیلم‌ها یا مجموعه‌های تلویزیونی که وی در آن‌ها نقش داشته‌است می‌توان به ارتش سری اشاره نمود.
رابرت فارنن برای هنرمندان مشهور زیادی نیز، موسیقی تنظیم کرده بود که از آن میان، می‌توان به فرانک سیناترا، لنا هورن، تونی بنت و سارا وان اشاره کرد.
او به سبب فعالیت‌ها و آثار هنری‌اش، برندهٔ «جایزه آیور نوولو»، «جایزه گرمی» (بهترین تنظیم‌کنندهٔ موسیقی) و همچنین «نشان افتخار کانادا» شده بود.